# Aegolius funereus
La civetta capogrosso (Aegolius funereus (Linnaeus, 1758)), detta anche gufo boreale, è un uccello rapace notturno della famiglia degli Strigidi.

## Descrizione
È un rapace notturno di piccole dimensioni con grande testa squadrata priva di ciuffi di penne. Ha forme tozze e compatte con ali arrotondate che raggiungono l'apice della coda nell'animale posato; il capo, grande e squadrato, presenta un netto disco facciale che circonda gli occhi gialli, bordato da un anello di penne brune con fitte macchie bianche a goccia.
Il colorito delle parti inferiori è biancastro con sfumature bruno grigie; le parti superiori sono bruno scure con macchie
bianche, più estese sulle spalle.

Il giovane, inconfondibile, è bruno scuro con zone bianco crema fra il becco e gli occhi.

La civetta capogrosso presenta un'evidente asimmetria delle ossa del cranio che determina una differente posizione delle aperture dei due meati uditivi: tale curioso particolare anatomico accentua l'efficacia dell'udito, consentendo una precisa localizzazione delle fonti sonore ed agevolando la cattura delle prede anche in assenza quasi totale di luce.

## Biologia
La civetta capogrosso è assai confidente, non teme l'uomo. L'adulto si affaccia al foro d'ingresso del nido se viene lievemente grattata la corteccia alla base del tronco; tale comportamento è probabilmente volto a prevenire gli attacchi di predatori arboricoli ed in particolare della martora.

### Voce
Il canto inconfondibile è composto da una serie di 5-7 note emesse in rapida successione ("ou-ou-ou-ou-ou-ou-ou"); le strofe si ripetono in serie anche molto lunghe e vengono emesse soprattutto nelle ore notturne in inverno e primavera.

### Alimentazione

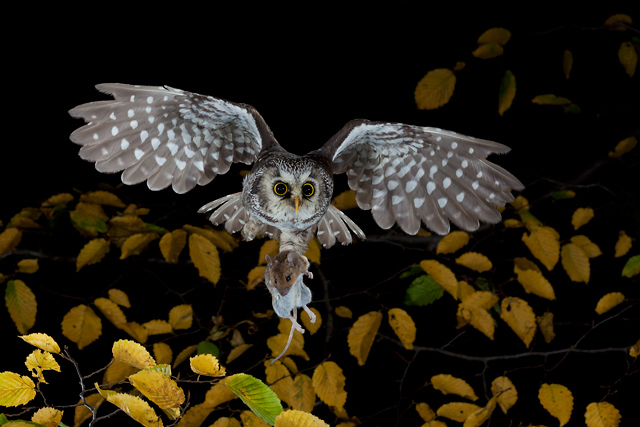
Civetta capogrosso con una preda

Cattura soprattutto piccoli mammiferi (topi, arvicole, toporagni, gliridi) e uccelli sino alle dimensioni del merlo. Come gli altri rapaci notturni ingoia le prede intere o solo sommariamente dilaniate, rigurgitando in seguito le parti non digerite sotto forma di borre oblunghe. Caccia solitamente nelle ore notturne; specie in inverno e primavera è talvolta possibile scorgerla in attività in pieno giorno.

### Riproduzione

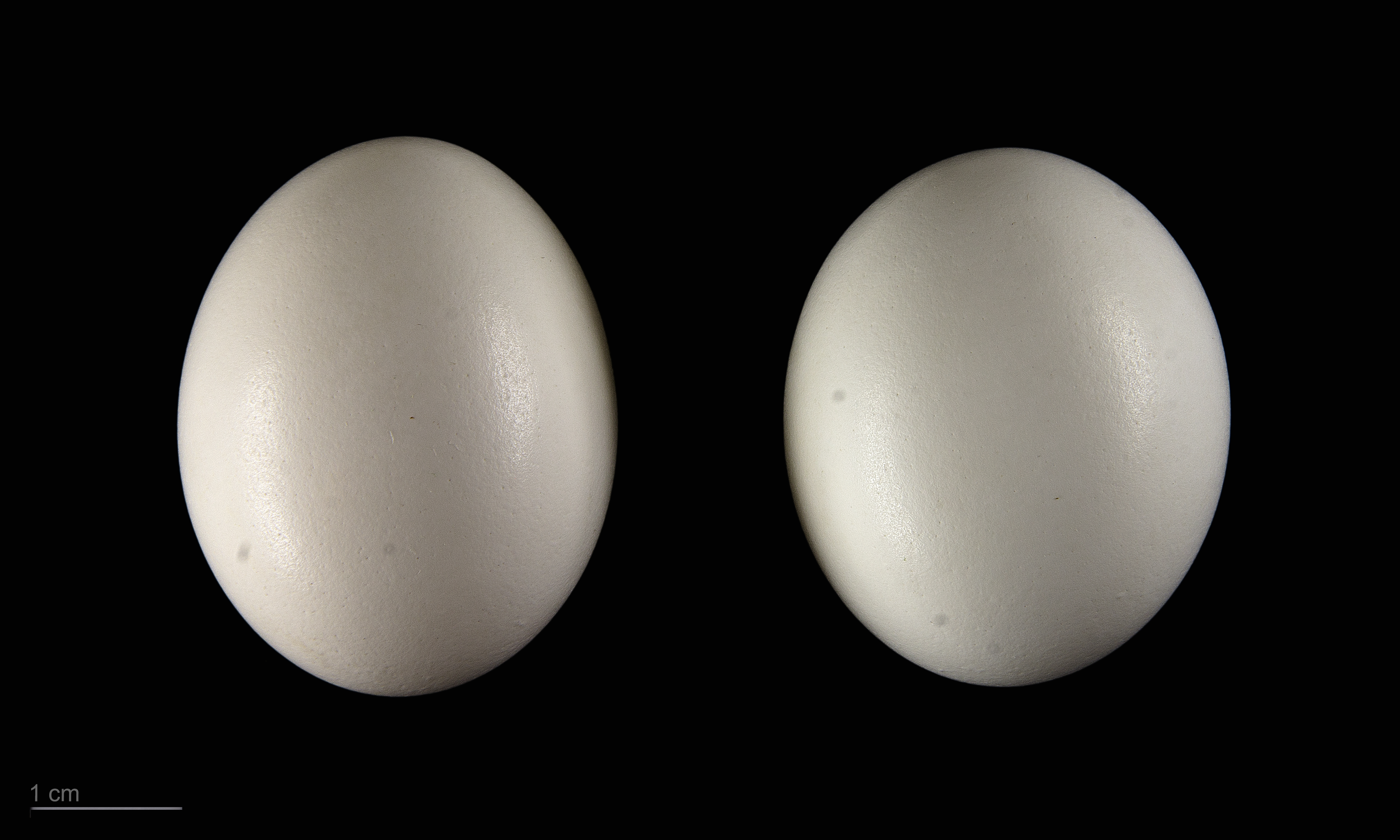
Uovo di Aegolius funereus funereus - Museo di Tolosa

Si riproduce in cavità di alberi, quasi sempre rappresentate dai nidi scavati all'interno di grandi tronchi dal picchio nero; la recente espansione di quest'ultima specie, pare abbia favorito la civetta capogrosso in buona parte del suo areale centro-europeo.

La femmina depone 4-6 uova che cova 26-29 giorni. I piccoli lasciano il nido a un mese di vita e prima di essere in grado di alimentarsi autonomamente; come per gli altri rapaci notturni, è quindi possibile trovare al suolo o su arbusti giovani inetti al volo solo apparentemente abbandonati: durante la notte vengono infatti regolarmente nutriti dai genitori che li localizzano grazie ai loro insistenti richiami.

## Distribuzione e habitat
La civetta capogrosso si può osservare in Eurasia e in America del Nord; in Italia nidifica sulle Alpi, in habitat boschivi. È una specie tipica della taiga. Caccia soprattutto nei settori di foresta con copertura arborea rada e in prossimità di chiarìe e pascoli.

## Sistematica
Sono state descritte 7 sottospecie:
- Aegolius funereus funereus (Linnaeus, 1758)
- Aegolius funereus caucasicus (Buturlin, 1907)
- Aegolius funereus magnus (Buturlin, 1907)
- Aegolius funereus pallens (Schalow, 1908)
- Aegolius funereus beickianus Stresemann, 1928
- Aegolius funereus richardsoni (Bonaparte, 1838)
- Aegolius funereus sibiricus (Buturlin, 1910)